# Экспоненциальная запись
Экспоненциа́льная за́пись в информатике и вычислительной математике — представление действительных чисел в виде мантиссы и порядка. Удобна для представления очень больших и очень малых чисел, а также для унификации их написания.
{\displaystyle N=M\cdot n^{p},}
где
N — записываемое число;
M — мантисса;
n — основание показательной функции;
p (целое) — порядок;
{\displaystyle n^{p}} — характеристика числа.
Примеры:
1 000 000 (один миллион): {\displaystyle 1{,}0\cdot 10^{6}};
N = 1 000 000,
M = 1,0,
n = 10,
p = 6.
1 201 000 (один миллион двести одна тысяча): {\displaystyle 1{,}201\cdot 10^{6}};
N = 1 201 000,
M = 1,201,
n = 10,
p = 6.
−1 246 145 000 (минус один миллиард двести сорок шесть миллионов сто сорок пять тысяч): {\displaystyle -1{,}246145\cdot 10^{9}};
N = −1 246 145 000,
M = −1,246145,
n = 10,
p = 9.
0,000001 (одна миллионная): {\displaystyle 1{,}0\cdot 10^{-6}};
N = 0,000001,
M = 1,0,
n = 10,
p = −6.
0,000000231 (двести тридцать одна миллиардная): {\displaystyle 231\cdot 10^{-9}=2{,}31\cdot 100\cdot 10^{-9}=2{,}31\cdot 10^{2}\cdot 10^{-9}=2{,}31\cdot 10^{-9+2}=2{,}31\cdot 10^{-7}};
N = 0,000000231,
M = 2,31,
n = 10,
p = −7.
В логарифмических таблицах значения десятичных логарифмов чисел и функций также представлены мантиссами (порядок логарифма вычисляется без труда).

## Нормализованная запись
Любое данное число может быть записано в виде {\displaystyle M\cdot 10^{p}} многими путями; например 350 может быть записано как {\displaystyle 3{,}5\cdot 10^{2}} или {\displaystyle 35\cdot 10^{1}}.
В нормализованной научной записи порядок {\displaystyle p} выбирается такой, чтобы абсолютная величина {\displaystyle M} оставалась не меньше единицы, но строго меньше десяти ({\displaystyle 1\leqslant |M|<10}). Например, 350 записывается как {\displaystyle 3{,}5\cdot 10^{2}}. Этот вид записи, называемый также стандартным видом, позволяет легко сравнивать два числа. Кроме того, он удобен для десятичного логарифмирования: целая часть логарифма, записанного «в искусственной форме», равна порядку числа, дробная часть логарифма определяется из таблицы только по мантиссе, что было крайне важным до массового распространения калькуляторов в 1970-х годах.
В инженерной нормализованной записи (в том числе в информатике) мантисса обычно выбирается в пределах {\displaystyle 0{,}1<|a|\leqslant 1}: {\displaystyle 350=0,35\cdot 10^{3}}.
В некоторых калькуляторах как опция может быть использована запись с мантиссой {\displaystyle 1\leq |a|<1000} и с порядком, кратным 3, так, например, {\displaystyle 3{,}52\cdot 10^{-8}} записывается как {\displaystyle 35{,}2\cdot 10^{-9}}. Такая запись проста для чтения ({\displaystyle 640\cdot 10^{6}} легче прочесть, как «640 миллионов», чем {\displaystyle 6{,}4\cdot 10^{8}}) и удобна для выражения физических величин в единицах измерения с десятичными приставками: кило-, микро-, тера- и так далее.

## Экспоненциальная запись числа в компьютере

### Представление чисел в приложениях
Основная масса прикладных программ для компьютера обеспечивает представление чисел в удобной для восприятия человеком форме, то есть в десятичной системе счисления.
На компьютере (в частности в языках программирования высокого уровня) числа в экспоненциальном формате (его ещё называют научным) принято записывать в виде MEp,
где:
- M — мантисса,

- E — экспонента (от англ. «exponent»), означающая «·10^» («…умножить на десять в степени…»),

- p — порядок.

Например:
{\displaystyle {\text{1,602176565E-19}}=1{,}602176565\cdot 10^{-19}} (элементарный заряд в Кл);
{\displaystyle {\text{1,380650424E-23}}=1{,}380650424\cdot 10^{-23}} (постоянная Больцмана в Дж/К);
{\displaystyle {\text{6,02214129E23}}=6{,}02214129\cdot 10^{23}} (число Авогадро).
В программировании часто используют символ «+» для неотрицательного порядка и ведущие нули, а в качестве десятичного разделителя — точку:
{\displaystyle {\text{1.048576E+06}}=1\,048\,576;~{\text{3.14E+00}}=3,14}.
Для улучшения читаемости иногда используют строчную букву e: {\displaystyle {\text{6,02214129e23}}}
ГОСТ 10859-64 "Машины вычислительные. Коды алфавитно-цифровые для перфокарт и перфолент" вводил специальный символ для экспоненциальной записи числа "⏨", представляющий собой число 10, написанное мелким шрифтом на уровне строки. Такая запись должна была использоваться в АЛГОЛе. Этот символ включён в Unicode 5.2 с кодом U+23E8 "Decimal Exponent Symbol".
Таким образом, например, современное значение скорости света могло быть записано как 2.99792458⏨+08 м/с.

### Внутренний формат представления чисел
Внутренний формат представления вещественных чисел в компьютере тоже является экспоненциальным, но основанием степени выбрано число 2 вместо 10. Это связано с тем, что все данные в компьютере представлены в двоичной форме (битами). Под число отводится определённое количество компьютерной памяти (часто это 4 или 8 байт). Там содержится следующая информация:
- Знаковый бит (он обычно занимает старшее место), который указывает знак числа. Установленный бит говорит о том, что число отрицательное (исключение может составлять число ноль — иногда он тоже может иметь установленный знаковый бит).
- Порядок — целое число, которое задаёт нужную степень двойки. Обычно это не истинная величина порядка, а сдвинутая на некоторую константу таким образом, чтобы число было неотрицательным. Так, наименьший возможный порядок (он отрицательный) представлен числом 0.
- Мантисса (обычно за исключением старшего бита, который всегда установлен в нормализованном числе).

Более подробно форматы представления чисел описаны стандартом IEEE 754-2008.
Следует[стиль] заметить, что представление вещественных чисел по стандарту IEEE 754 появилось относительно недавно[уточнить], и на практике можно встретить и другие форматы. Например, в IBM System/360 (1964 г., советский аналог – ЕС ЭВМ) основание системы счисления для вещественных чисел было равно 16, а не 2, и для сохранения совместимости эти форматы поддерживаются во всех последующих мэйнфреймах IBM, включая выпускаемые по сей день машины архитектуры z/Architecture (в последних поддерживаются также десятичные  и двоичные вещественные числа).